# Алекса Савић
Алекса Савић (пуно име Александар Савић; Ужице, 22. март 1878 — Ниш, 27. јануар 1928) био је српски лекар, народни посланик и министар здравља у Влади Краљевине Срба, Хрвата и Словенаца. Сматра се утемељивачем југословенске и српске бактериологије. Посао лекара отпочео је у Топличком крају, где је највише допринео развоју медицине.

## Биографија
Рођен је 1878. године у Ужицу. Након завршених студија у Грацу, дошао је у Прокупље. Др Алекса Савић био је једини лекар у највећем срезу који је по територији и насељености заузимао половину округа. Села су била беспутна, раштркана и планинска у близини опасне и немирне турске границе на којој су стално избијали сукоби. Нема села до којег није дошао на колима, коњу или пешице. Одазивао би се чим би га позвали, и био принуђен да носи пушку јер је често налетао на арнаутске разбојничке заседе. Одолевао је овим препрекама јер је био брз и непогрешив стрелац.
За време акутних заразних болести ишао је по кућама у зараженом крају настојећи да буде што ближе болеснима, а здраве да превенцијом заштити. Примењивао је дезинфекцију и изолацију и штампао плакате са и упутствима. Позивао на сарадњу учитеље, свештенике, чиновнике, грађане, сељаке. Вршио је здравствено просвећивање народа, који до тада није навикао на лечење.
У току Балканских ратова и у Првом светском рату искуства стечена у борби против инфективних болести примењивао је и усавршавао као ратни лекар и управник многих пољских и резервних болница. У Првом светском рату је учествовао као управник Пете резервне болнице, у време велике епидемије тифуса од кога су страдали многи српски војници. Са српском војском прешао је Албанију а након тога на Крфу, руководио је санитетом Прве армије, који након реорганизовања бива пребачен на Солунски фронт. Др Савић у Солуну у постаје члан Међународне комисије за хигијену и заразне болести. У Солуну остаје до 1919. године, одакле одлази у Париз да би специјализирао интерну медицину.
После доласка са специјализације из Француске 1921. године, постао је управник Нишке окружне болнице и шеф интерног одељења. За време његовог управљања, у нишкој болници се отварају се очно, ушно и дечије одељење а саграђена је и зграда заразног одељења. Као угледни стручњак и ратни ветеран изабран је за председника лекарског удружења за Ниш и околне округе, пододбора Српског лекарског друштва у Београду 1923. године.
Прихватањем кандидатуре Топличког округа. 1925. године постао је народни посланик. 1927. године изабран је за министара народног здравља у Влади Краљевине Срба, Хрвата и Словенаца.
За време свог посланичког и министарског мандата заложио се за утицај при изради општег закона за целу земљу са јасним тезама за што чвршћа јединства превентивне и куративне медицине, за могућност да све научне институције буду приступачне свим лекарима и да се здравствена служба и здравственици радници приближе и најудаљенијим планинским колибама. Заложио се за почетак израде јединствених санитарних закона за целу државу и да се јавни санитет реорганизује, а пре свега да се зидају нове и поправљају старе болнице на целој територији државе.
Заслугама Алексе Савића изграђена је модерна болница у Прокупљу са 80 постеља, 14 купатила, водоводом, канализацијом и електричним осветљењем. Због сагледаног значаја здраве пијаће воде подигнута је на брду Боровњак зграда за градски водовод, а брдо пошумљено. Направљени су бројни бунари, пумпе и чесме готово у свим селима. Отворена је Пољопривредна школа у граду и бројне школе по селима, нарочито домаћинске. Изграђена су парна купатила у Блацу и Куршумлији и преко 60 хигијенских водених објеката. Докторовим указом пошумљена је многа голет у топличком крају. Само на једном поседу засађено је 50.000 борова, 200 липа и 1.000 јасена), а на Хисару 40.000 четинара донетих са Карпата.
Др Алекса Савић је преминуо у 27. јануара 1928. у педесетој години живота. Сав свој капитал оставио је општини Прокупље. По изричитој жељи коју је оставио у свом тестаменту, сахрањен је на брду Хисар надомак Прокупља. У тестаменту је и прецизирао да се ту изгради дом са видиковцем „болеснима за опоравак, здравима за уживање”.

## Захвалност Топличана
Медицинска школа и Општа болница у Прокупљу носе име по др Алекси Савићу.
На врху брда Хисар надомак Прокупља, кула која је саграђена по његовој жељи позната је као „Докторова кула” а сам врх је добио име „Савићевац”. Пут око брда Хисар назван је путом др Алексе Савића.
У част др Алексе Савића, управа болнице у Прокупљу додељује плакету „Др Алекса Савић”.
У кругу опште болнице у Прокупљу, 2009. године, поводом 80. годишњице од отварања прве болнице у Прокупљу и топличком крају, подигнут је споменик др Савићу у знак захвалности према њему, јер је се заложио да ова болница буде саграђена.